# Monsieur Chouchani
Monsieur Chouchani (en hebreo: מר שושני‎ Mar Chochani) fue un rabino, filósofo, talmudista y maestro del pensamiento judío nacido a finales del siglo XIX (quizás el 9 de enero de 1895) posiblemente en Brest (Bielorrusia). Murió en Durazno el 26 de enero de 1968 (26 Tevet 5728 en el calendario hebreo). Enseñó desde antes de la Segunda Guerra Mundial. Después de la guerra, muchos rabinos, filósofos y escritores, como Léon Askénazi, Emmanuel Lévinas, Raymond Cicurel o Elie Wiesel, reivindicaron su enseñanza. Se le considera una figura importante en la vida intelectual judía del siglo XX.
Como a Monsieur Chouchani le gustaba cultivar el secreto, la fecha y el lugar de su nacimiento, así como las circunstancias de su vida hasta los años 1930  siguen siendo un enigma. De hecho, "Chouchani" parece ser solo un seudónimo autoproclamado, y sus seguidores e investigadores solo pueden especular sobre su verdadera identidad.  Se han propuesto, por lo tanto, los nombres Mordechai Rosenbaum, Hillel Perlman o Bensoussan, pero las investigaciones recientes tienden a favorecer la pista de Hillel Perlman. Queda por otra parte atestiguada su prodigiosa memoria, así como la amplitud de sus conocimientos, ya se trate del Talmud, de la filosofía o de ciencias, como las matemáticas y la física nuclear.
La fascinación que ejerció por sus capacidades intelectuales y el misterio que se mantiene en torno a su persona contribuyeron a hacer de Chouchani una leyenda en vida y más aún después de su muerte.

## Biografía

### Una identidad misteriosa
El verdadero nombre de Chouchani está sujeto a especulaciones, incluso para sus seguidores que han planteado diversas suposiciones. Según el profesor Shalom Rosenberg de la Universidad Hebrea de Jerusalén, su nombre sería Hillel Perlman, lo que las investigaciones más recientes tienden a demostrar. Rosenberg afirma que Chouchani le contó que había hecho un viaje de Jerusalén a los Estados Unidos a principios de los años 1920. Establece un paralelismo, sin embargo, entre esta información y una carta que data de alrededor de 1915, en la que el rabino de Jerusalén Abraham Isaac Kook le pide al rabino Meir Bar Ilán, en Cincinnati, que dé la bienvenida a uno de sus alumnos llamado Perlman. Además, en un artículo publicado en enero de 2018 con motivo del quincuagésimo aniversario de la desaparición de Chouchani, Yael Levine presenta una foto de Hillel Perlman tomada alrededor de 1912 durante sus estudios en la yeshivá del rabino Kook en Jaffa: la comparación con fotos conocidas de Chouchani sugiere fuertemente que Perlman es de hecho Chouchani. Elie Wiesel, por su parte, menciona en sus escritos que su verdadero nombre era Mordechai Rosenbaum. Este apellido explicaría el apodo de Chouchani que él mismo habría elegido: en idioma hebreo Shushan (שושני) y Rose en yiddish ambos significan "rosa" . Sin embargo, según su investigación en 2015, Yael Levine afirma que Elie Wiesel sabía que su maestro era Hillel Perlman: lo habría aprendido del sobrino de Chouchani, el rabino Mintz, durante una reunión con él unos meses después de la muerte de Chouchani. El silencio de este sobrino, que no hace ni publicación ni comunicación oficial sobre lo que sabe, genera interrogantes. Elie Wiesel hizo lo mismo pero explicó que ocultaba la verdadera identidad de su mentor por fidelidad a su memoria. 
Nació a finales del siglo XIX: alrededor de 1890 para algunos  o más precisamente el 9 de enero de 1895 para otros. Su lugar de nacimiento también varía según sus seguidores y estudiosos: Tánger en Marruecos, Safed en el Imperio otomano (ahora en Israel), Brest-Litovsk en el Imperio ruso (ahora en Bielorrusia), Polonia  o Lituania. 
Su rostro se conoce a partir de seis fotografías de identidad tomadas en cuatro edades diferentes. Chouchani fue descripto a menudo como teniendo un aspecto sucio y desamparado. 
No dejó ningún escrito que pudiera atestiguar su identidad o sus viajes. Sin embargo, Elie Wiesel da fe de tener manuscritos de Chouchani pero que permanecen, según él, "indescifrables"; otros manuscritos están a cargo de Shalom Rosenberg. 

### Hasta la Segunda Guerra Mundial

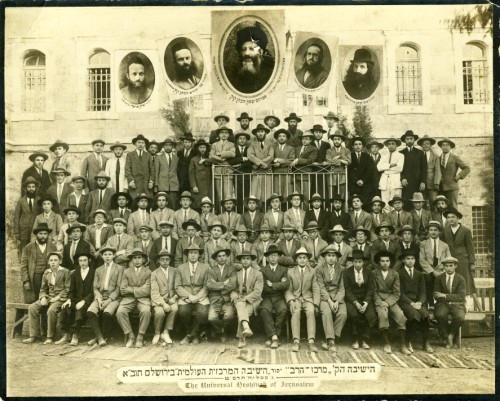
Fotografía de la década de 1930 de miembros de la Yeshivá del rabino Kook en Jerusalén, el maestro putativo de Chouchani.

La vida de Chouchani antes del final de la Segunda Guerra Mundial es difícil de rastrear. De hecho, hay pocos testimonios o documentos directos, si es que hay alguno. De hecho, su vida sólo se conoce a través de las historias que él mismo contó después del conflicto a sus discípulos, historias que pueden ser variables o incluso contradictorias.  
Ya desde muy joven, Chouchani impresionó por su excepcional capacidad de memorización. Así, su padre lo habría mostrado como un fenómeno de feria para lucrar con él.  A partir de esta edad, se considera que sabe de memoria la Biblia y el Talmud. Elie Wiesel hace de esa prodigiosa memoria el posible origen de la fortuna del joven Chouchani. Si Chouchani es de hecho Hillel Perlman, estudió en los años 1910-1914 con el rabino Abraham Isaac Kook en una yeshivá en Jaffa, en la entonces Palestina otomana. Poco después del estallido de la Primera Guerra Mundial, emigraría a los Estados Unidos,  quizás, según la hipótesis de su discípulo el profesor Shalom Rosenberg, para estudiar bajo la dirección del rabino Meir Bar-Ilan entonces establecido en Cincinnati. Permaneció allí durante varios años, pero perdió la mayor parte de su fortuna en el crac de 1929. Durante un tiempo, habría frecuentado los círculos de Menahem Mendel Schneerson en Berlín, el futuro rabino de Lubavitch (1902-1994),  a quien reencontraría en París, en 1947, en casa del primo de este último, el rabino Schneour Zalman Schneersohn, en el número 10 de la rue Dieu, en el 10° distrito de París, cerca de la Place de la République. 
A mediados de la década 1930, su presencia fue atestiguada en Estrasburgo por varios testigos que lo tomaron por un mendigo. 

### Durante la Segunda Guerra Mundial
Durante la guerra, estuvo en Francia, luego ocupada por la Alemania nazi. Chouchani evocó ante sus alumnos dos episodios de este período: en 1940, fue arrestado por soldados alemanes que descubrieron que estaba circuncidado y se las habría arreglado para ser liberado recitándoles el Corán y, por lo tanto, fingiendo ser musulmán; más tarde, según le dijo a Shalom Rosenberg, logró su liberación haciéndose pasar por un profesor alemán de matemáticas frente a un oficial, enseñando él mismo esta disciplina en la vida civil.   Luego de ello logró llegar a Suiza y permaneció allí hasta el final de las hostilidades. 

### Después de la Segunda Guerra Mundial
Regresó a Francia en 1945 y se instaló en París. Es a partir de esta fecha que inició la actividad docente que le granjearía un inmenso prestigio. En particular, enseñó a Elie Wiesel y Emmanuel Lévinas . Más tarde vivió de lecciones privadas de matemáticas y física, y enseñando el Talmud. Preguntado más tarde sobre los medios de subsistencia de su maestro, Emmanuel Lévinas recuerda que a veces "un rico aficionado de las comunidades destruidas de las juderías de Europa del Este […] lo confiscó […] y le aseguró, a cambio de su discurso, una cama, una mesa y sirvientes". Además, Elie Wiesel cree que la idea de un Chouchani perfectamente pobre debe ponerse en perspectiva, ya que afirma haber encontrado un día accidentalmente oro y plata en su negocio .
En 1952, utilizando una cédula de identidad falsa, Chouchani partió de Francia hacia Israel. Allí enseñó durante varios años en kibutz religiosos del movimiento Mizrahi como Be'erot Yitzhak, Sa'ad o Sdé Eliahou .
En 1955 partió a Uruguay invitado por uno de sus alumnos. Con respecto a la elección de Uruguay como país de destino, Chouchani solía contestar: “Me instale aquí porque en un país pequeño no hay grandes problemas”.  Fue en ese momento que conoció a Shalom Rosenberg y le enseñó. Permaneció allí  trece años luego de un intento fallido de viajar a Buenos Aires, Argentina. 

### Muerte
Muere de un infarto en Durazno, Uruguay el viernes 26 de enero de 1968, como lo indica el registro de defunción  y el epitafio de su lápida . Su muerte se produjo durante una pasantía donde enseñaba el Talmud a miembros de una organización juvenil religiosa sionista, la Bnei-Akiva, en compañía de su amigo Shalom Rosenberg, quien entonces era estudiante del pensamiento judío en la Universidad Hebrea de Jerusalén. Las circunstancias exactas difieren ligeramente dependiendo de quién las informe: en Todos los ríos van al mar, Elie Wiesel indica que murió en medio de un curso, dejando "caer su pesada cabeza sobre el hombro de un estudiante"; Salomon Malka, por su parte, indica que Chouchani murió después de clase mientras comía solo en su habitación de hotel. Sin embargo, los dos autores coinciden en una muerte acontecida después del inicio del Shabat.
Aunque a veces se discute el lugar real de su entierro, se considera que Chouchani descansa en La Paz  y Elie Wiesel se hacía cargo de las ceremonias. Es este último quien escribió en hebreo el epitafio de su lápida.: "Rabino y sabio Mordeshai Chouchani, que su memoria sea bendecida."Su nacimiento y su vida están atados y sellados en enigma. Murió el sexto día de la semana Erev Shabbat Kodesh, 26 Tevet 5728".  Incluye además,  en su parte superior, los versículos 9 a 14 del salmo 139 del Libro de los Salmos, escritos en semicírculo
| Texto en hebreo | Traducción al español |
| --- | --- |
| אֶשָּׂא כַנְפֵי שָׁחַר אֶשְׁכְּנָה בְּאַחֲרִית יָם. גַּם שָׁם יָדְךָ תַנְחֵנִי וְתֹאחֲזֵנִי יְמִינֶךָ. וָאֹמַר אַךְ חֹשֶׁךְ יְשׁוּפֵנִי וְלַיְלָה אוֹר בַּעֲדֵנִי. גַּם חֹשֶׁךְ לֹא יַחְשִׁיךְ מִמֶּךָּ:וְלַיְלָה כַּיּוֹם יָאִיר כַּחֲשֵׁיכָה כָּאוֹרָה. כִּי אַתָּה קָנִיתָ כִלְיֹתָי תְּסֻכֵּנִי בְּבֶטֶן אִמִּי. אוֹדְךָ עַל כִּי נוֹרָאוֹת נִפְלֵיתִי:נִפְלָאִים מַעֲשֶׂיךָ וְנַפְשִׁי יֹדַעַת מְאֹד. | Que me levanto en las alas del alba, para asentarme en las fronteras de los mares, Allí también me guiaría tu mano, y me asirá tu diestra. Si digo: ¡Que al menos la oscuridad me envuelva, que la luz del día se convierta para mí en noche! Ni siquiera las tinieblas son oscuras para vosotros, la noche es luminosa como el día, las tinieblas son luz [para vosotros]. Porque eres tú quien formaste mis lomos, me amasaste en el vientre de mi madre. Les agradezco por haberme distinguido tan maravillosamente; Tus obras son prodigiosas, mi alma lo sabe perfectamente. |

## Los elementos de una leyenda

### Los secretos de una identidad
Los elementos de identidad del M. Chouchani siguen siendo desconocidos e incluso parece, según los testimonios, que se cuidaba celosamente de no revelarlos: por lo tanto, se niega a participar en tal rito que lo habría obligado a revelar su nombre . Además, según personas que afirman pertenecer a su familia -pero sujeto a precaución según Salomon Malka, quien los recopiló- Chouchani les habría pedido expresamente que no lo contactaran ni lo buscaran .
A su muerte, una vez más, el misterio de su identidad persiste ya que figura con tres nombres diferentes en el registro de defunciones: Mardoqueo Bensoussan, Chouchani y Ohnona, el apellido de soltera de la madre de Bensoussan. Además, al margen se anota un cuarto nombre, esta vez en hebreo, Mordejai Ben Sasson .

### Una memoria excepcional
Un elemento que contribuye a engendrar y mantener el aura de leyenda que rodea al Sr. Chouchani, su memoria excepcional sorprende inmediatamente a cualquiera que lo conoce: se la describe como fotográfica y absoluta. Por tanto, le permite conservar el contenido de cualquier libro que lea, como el Talmud. Elie Wiesel relato que Chouchani es capaz de recitar el resto de cualquier parte del texto cuando se le daban las primeras palabras. Del mismo modo, se supone que aprendió vocabulario del francés encerrándose en una habitación de hotel durante quince días para memorizar un diccionario. Así, Chouchani fue a menudo descrito como hipermnésico.
Sin embargo, esta habilidad excepcional no es lo que mantiene a sus discípulos cerca de él. De hecho, su memoria está asociada a una inteligencia que le permite establecer vínculos entre todos los elementos de su conocimiento .

### Un viajero incansable
Se pueden encontrar testimonios del paso de Chouchani en casi todas las regiones del mundo: en Asia (India), en Europa (Europa del este (en su infancia), Alemania (años 1920), Francia (años 1930, luego en la posguerra), Suiza (durante la guerra), en el norte de África y en Oriente Medio. (Túnez, Marruecos, Argelia, Palestina otomana y luego bajo mandato (años 1910-1920), en América (Estados Unidos (années 1920), Uruguay (1955-1963) , etc. Y en la propia Francia, se informa de Estrasburgo, París, Taverny y Annemasse. Para ello utiliza documentos de identidad falsos. Así, se conoce al menos una partida de nacimiento falsa redactada en Casablanca en 1952 con la ayuda de Émile Sebban (1922-2013), entonces director de la Escuela Normal Judía de Casablanca. Además, se informa que hablaba con fluidez y sin acento más de diez idiomas, entre ellos francés, alemán, hebreo, yiddish e inglés. 
La razón de esta perpetua necesidad de movimiento sigue sin explicarse: "¿De dónde vino él? […] ¿Qué estaba tratando de lograr? " pregunta Elie Wiesel antes de admitir su ignorancia. Entre las diversas hipótesis se pueden encontrar: una infancia tan errante que nunca habría conocido otra forma de vida, la fuga de recuerdos de una infancia infeliz  o de un drama familiar,  la necesidad insaciable de tener nuevos discípulos .

### Un ser perturbador
Chouchani nunca dejó indiferentes a sus compañeros con su inquietante personalidad. De hecho, a menudo aparecía como un ser de contradicciones: proyecta intencionalmente la imagen de un vagabundo sucio pero demuestra una atención maníaca a la higiene de los alimentos, negándose así a que alguien toque su comida, ama la transmisión de sus conocimientos pero a menudo se exaspera por la ignorancia de sus alumnos. De hecho, sólo acepta sus propias reglas en su relación con los demás: por eso no duda en intervenir en los asuntos ajenos, cuando se trata de un libro, lo que podría sugerir que era un cleptómano. Del mismo modo, muchas veces se muestra ingrato y sin reconocimiento por lo que se le puede ofrecer. Finalmente, el elemento más inquietante es que discute tanto el texto que a veces se cuestiona la realidad de su ortopraxis, incluso su judaísmo. 

### Un personaje con una dimensión mítica

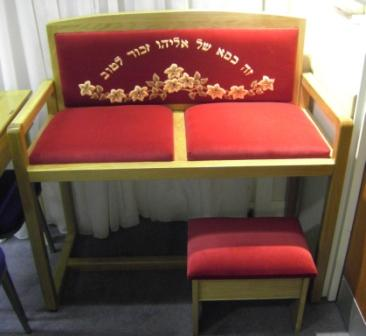
A veces se compara a Chouchani con el profeta Elías, cuya venida anuncia el fin del mundo y para quien se reserva una silla durante la ceremonia de la circuncisión (la inscripción en hebreo dice "Esta es la silla de Elías, que sea recordado para siempre.").

La persona de Chouchani es tan misteriosa que muchos de quienes lo conocieronn lo comparan con personajes míticos, históricos o religiosos.
La primera figura es la del judío errante. En efecto, Chouchani se presenta la mayor parte del tiempo como un vagabundo, sucio, descuidado y mal vestido. Aparece inesperadamente en una determinada ciudad de un determinado país  y desaparece de la noche a la mañana sin previo aviso, como atestigua Emmanuel Lévinas .Por todas estas razones, a menudo se le conoce como Luftmensch, un término yiddish que significa “hombre colgado en el aire". Sin embargo, Elie Wiesel critica enérgicamente el uso de este término por su aspecto peyorativo, Prefiere el nombre más conocido de "Judío errante". 
Su conocimiento y el cuestionamiento que induce en sus oyentes los llevan a evocar a un filósofo como Sócrates. Pero "un Sócrates sin Platón", precisa Shalom Rosenberg, porque, a diferencia del antiguo filósofo, no tiene un discípulo capaz de responderle. 
Finalmente, varios testigos que lo encontraron no dudan en compararlo con el profeta Elías, profeta esperado en la tradición judía antes del juicio final, tal como se describe en el libro de Malaquías. Así sintió Elie Wiesel esta esperanza en los primeros días de su encuentro con Chouchani: "Siempre he vivido esperando, en primer lugar, al profeta Elías que camina por el mundo siempre disfrazado, nunca reconocible, nunca pareciendo un profeta. Parece alguien que no es un profeta. […] Entonces, estaba esperando al profeta Elías y debo admitir que cuando vi a Chouchani por primera vez, me dije: ¡Tal vez sea él !, aunque para el profeta Elías los datos e indicaciones nunca enfatizan su conocimiento." 

## Método de enseñanza y contenidos.

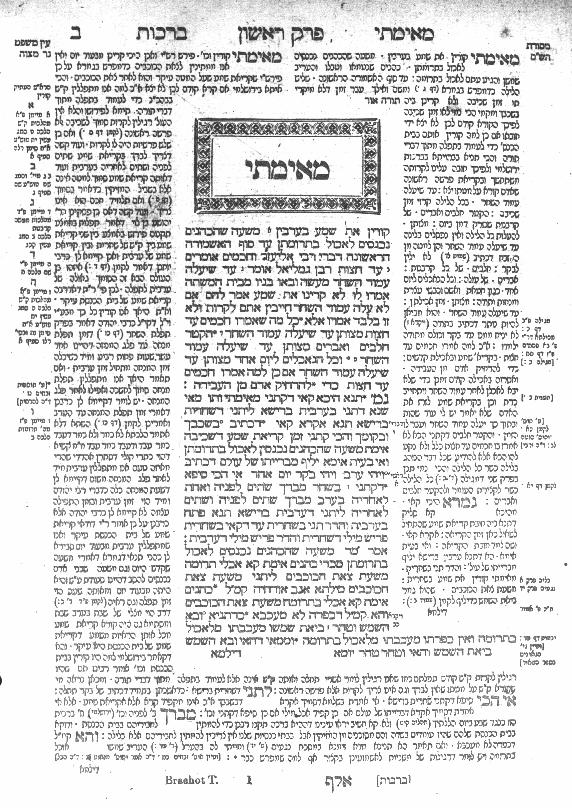
Página del Talmud (aquí desde Babilonia) donde el cuerpo del texto está enmarcado por comentarios (a la derecha el de Rashi y Tosafot, a la izquierda, y otros añadidos en el margen), conjunto de textos que Chouchani se sabía de memoria.

El método de enseñanza de Chouchani consiste en pasar por una sucesión de fases de construcción, deconstrucción y luego reconstrucción del conocimiento personal de su alumno , con el objetivo de desestabilizarlo en sus certezas. Así aparece como un maestro extremadamente exigente,  chocante, incluso burlón, para aquellos que demuestran demasiada ignorancia o certeza.  Este es un método que puede parecer literalmente aterrador para algunos: Elie Wiesel testimonia así el miedo de un amigo, no a parecer ignorante, sino a ver sacudidos los cimientos de sus creencias. De hecho, sus alumnos siguen marcados por el carácter desestabilizador de esta enseñanza: así, años más tarde, Elie Wiesel se dio cuenta de que lo había reproducido involuntariamente y de forma inadecuada en un niño al que estaba enseñando.
Las áreas en las que Chouchani enseñaba eran múltiples, desde las ciencias hasta la exégesis talmúdica. Por eso, en ocasiones se ofrecía a enseñar "sobre cualquier tema" a cambio de alojamiento y comida. Lévinas asegura así que Chouchani "Había adquirido muy temprano una vasta cultura de las matemáticas y la física modernas." Sus conocimientos en este último campo se referían tanto a la astronomía  como a la física nuclear. Además, una fuente de sus ingresos podría haber provenido de cursos que impartía a profesores universitarios en su propio campo. Pero por lo que es famoso es por el estudio de la Torá, el Talmud, que se dice que conocía de memoria, así como su exégesis: Lévinas testifica que su maestro "Conocía el Talmud de memoria, y todos sus comentarios y los comentarios de los comentarios." Pero Chouchani afirmaba que el Talmud le pertenece no sólo al pueblo judío sino a toda la humanidad: "la Biblia es particular de Israel, es el Talmud el que es la contribución judía a lo universal."  Además, la amplitud de sus conocimientos le permitía ofrecer una visión muy amplia y, por tanto, muy sincrética, lo que le permitía ofrecer perspectivas que parecían completamente nuevas para muchos de sus alumnos. De ahí en adelante, Chouchani "extrae del texto lo que no está en el texto, le da significado al texto". 
El método de Chouchani para interpretar el texto consiste en proponer elementos para la reflexión en los que nadie había pensado antes, aunque parezcan obvios cuando se expresan. Este método también consiste en interrogar cada palabra de la cita talmúdica o bíblica que está estudiando y cruzar cada aparición en otras citas. Sus alumnos aseguran que, por tanto, era capaz de discutir durante horas a partir de una simple cita breve. Sin embargo, si bien reconocían la naturaleza prodigiosa de su conocimiento, algunos de sus alumnos decían sentirse frustrados por la naturaleza poco revolucionaria de su enseñanza: "Si me preguntaran qué recuerdo de sus conferencias, la respuesta sería nada. No era el tipo de genio capaz de generar verdaderamente una revolución", testifica uno de ellos.
De hecho, no es tanto el contenido de sus enseñanzas lo que impresiona a sus discípulos como su personalidad y su metodología: "No sé si aprendí mucho de él sobre cómo interpretar textos puramente jurídicos, testifica Lévinas, pero algo quedó conmigo, no el contenido, sino la forma en que se deben abordar estas historias."  Por lo tanto, es a una ética del estudio a la que Chouchani invita a su audiencia: el verdadero estudio, y el del Talmud en particular, exige no una lectura devota sino una mirada crítica y distanciada, e implica igualmente que constituye en sí mismo una búsqueda de libertad. Lévinas da testimonio así de su aprendizaje con su maestro: "Chouchani me enseñó: lo principal es que el significado encontrado merezca, por su sabiduría, la investigación que lo revele" .
Desde después de la Segunda Guerra Mundial, Chouchani estuvo estrechamente vinculado al movimiento sionista: participó en agosto de 1945 en el primer encuentro nacional del HaPoel HaMizrahi en Francia, que se celebró en Lyon. Allí dio una conferencia que el rabino René Kapel calificó de fascinante.
Pasó varios años en Israel desde 1952 y murió en Uruguay mientras enseñaba el Talmud: En enero de 1968 participó en un seminario en Durazno, sentado bajo un árbol, rodeado de estudiantes, estaba dando una conferencia sobre el tema a miembros de una organización juvenil religiosa sionista, Bné Akiva, cuando de repente, en medio de una cita, se detuvo y desplomó. En la tradición judía tal muerte se considera una Mitat neshiqà, una muerte dulce, el ángel viene, abraza al elegido y se lo lleva. 

## Entorno

### Maestros

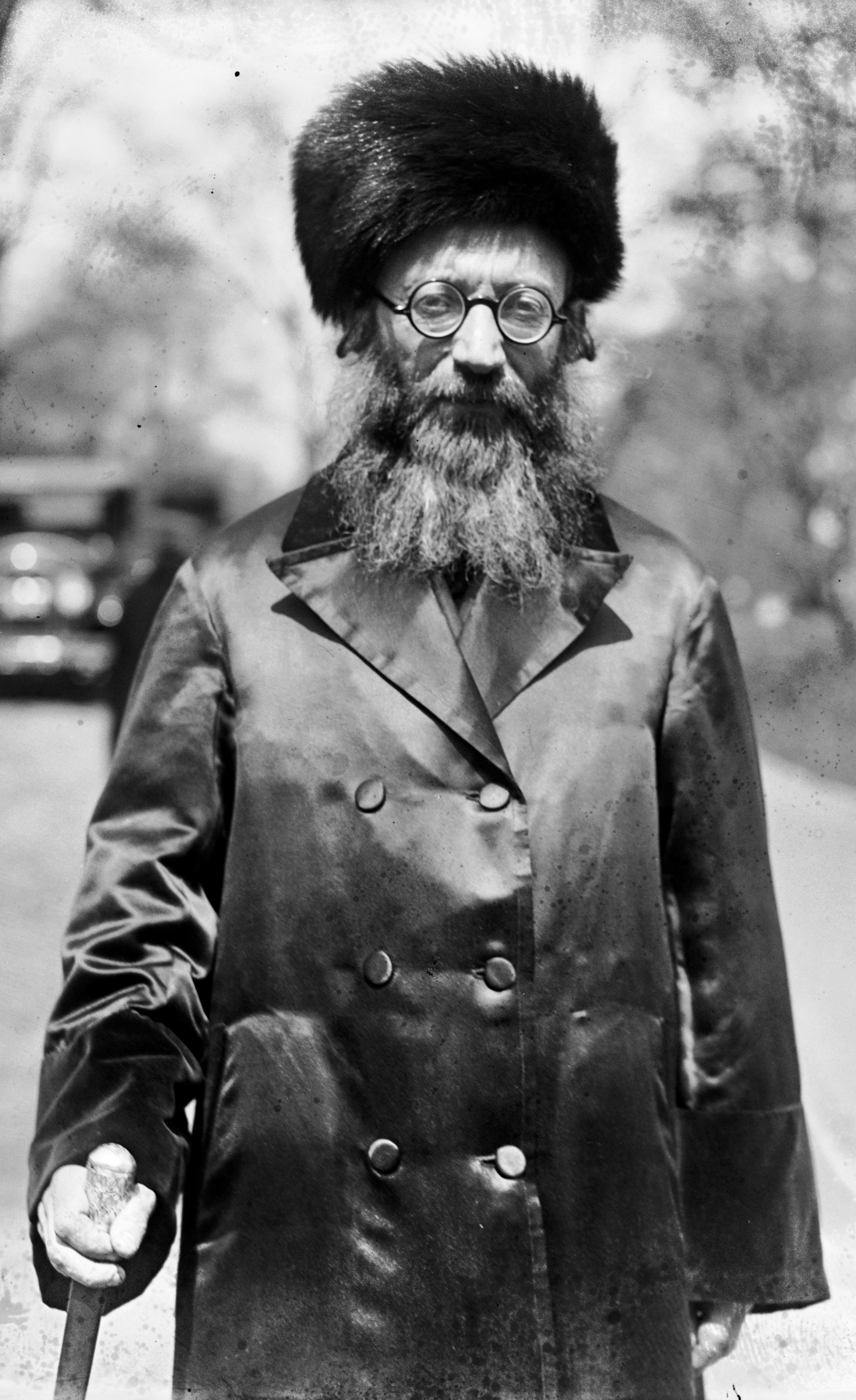
El rabino Abraham Isaac Kook en 1924, poco después de enseñar al joven Chouchani.

La biografía de Chouchani permanece en estado de hipótesis, es difícil establecer con certeza el nombre de un maestro que lo habría formado, sobre todo porque algunos investigadores afirman que fue autodidacta. Sin embargo, parece estar surgiendo un consenso en torno al Gran Rabino Abraham Isaac Kook (1865-1935). Se habría beneficiado de su enseñanza en los años 1910-1914 en su Yeshivá en Jaffa, en la entonces Palestina otomana. 

### Familia
Debido a la absoluta discreción mostrada por Chouchani sobre sus orígenes y su vida, las investigaciones no lograron establecer categóricamente sus vínculos familiares. Por su parte, Elie Wiesel afirma haber conocido poco después de su muerte a un sobrino de Chouchani, que vivía en Nueva Jersey, Estados Unidos, y cuyas confidencias recogió, pero sin revelar detalles de su identidad ni el contenido de estas.   Sin embargo, Yael Levine, quien afirma que la verdadera identidad de Chouchani sería Hillel Perlman, establece su genealogía en consecuencia: su padre se llamaría Manes Perlman (nacido en 1866), y su madre Feiga Perlman. Tendría una hermana, Sarah Mintz, cuyo hijo, el rabino Mintz, sería quien contactaría con Elie Wiesel .
No sabemos que tuviera esposa y, aunque su vida estuvo marcada por la importante presencia de mujeres a su alrededor, parece que "nunca ha conocido a una mujer". 

### Estudiantes del Chouchani

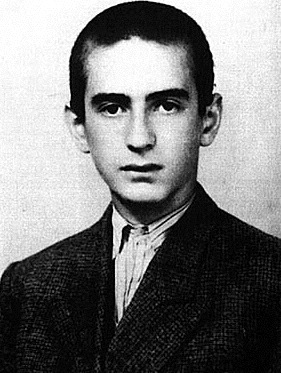
Elie Wiesel a la edad de 15 ans, tres años antes de su encuentro con Chouchani.
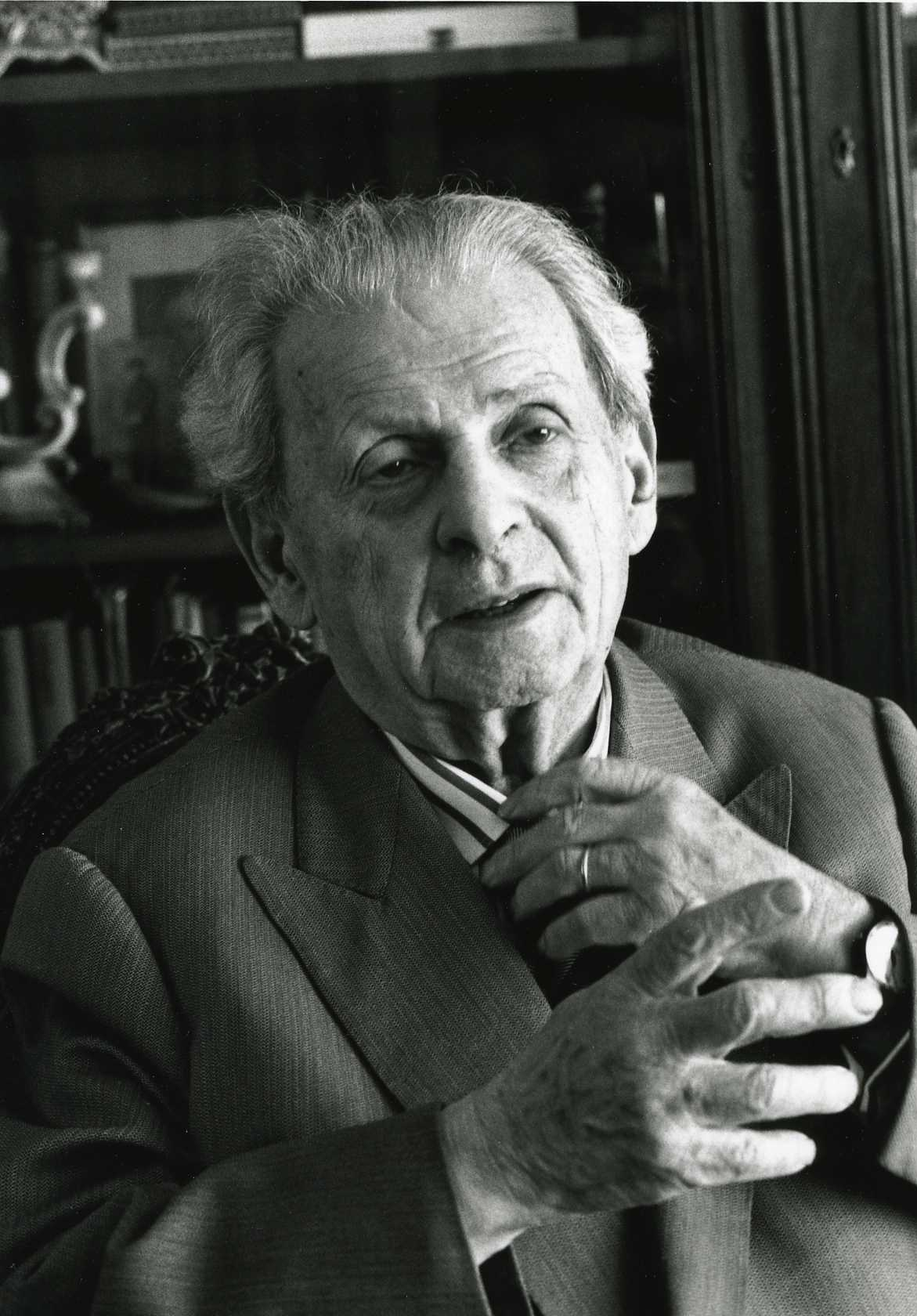
Emmanuel Lévinas.
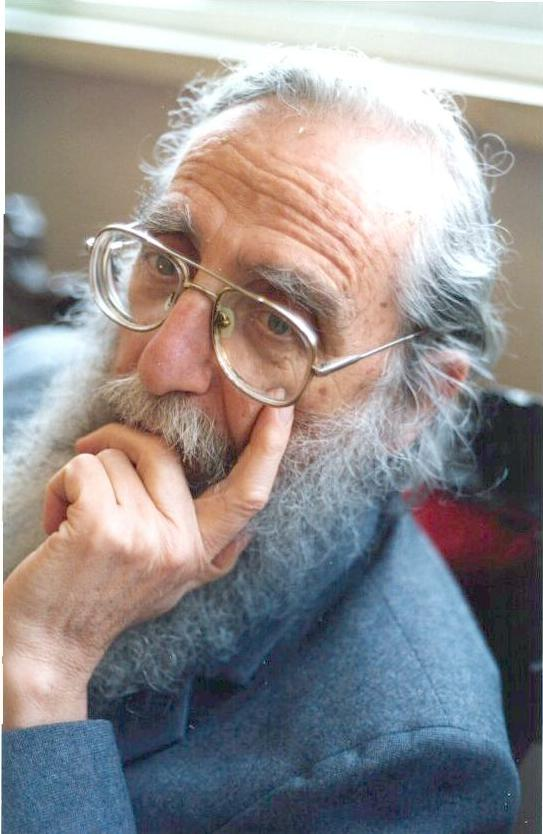
Shalom Rosenberg (aquí en 2006).

#### Elie Wiesel
Poco después de su liberación de Buchenwald, donde perdió a parte de su familia, Elie Wiesel, entonces alojado en el Écouis Preventorium de Eure, conoció a Chouchani. Este encuentro se repitió varias veces, en 1945 y luego en 1946, donde sintió por primera vez una especie de antipatía hacia él. No se hablaban. Fue en 1947 cuando Chouchani, con aspecto de vagabundo, lo abordó y su relación comenzó realmente. Sin embargo, si bien Elie Wiesel reconoce a Chouchani como su maestro, se niega rotundamente a considerar su relación como amistosa. Además, reprocha a Chouchani haberle hecho sufrir durante su relación, ya que a él le gustaba hacer sufrir a sus alumnos. De hecho, utilizó los siguientes términos para describir su actitud: "le gustaba ver sufrir", "estaba derribando a alguien", "un hombre grande y desesperado […] muy malvado". 
Elie Wiesel reconoce la importancia fenomenal de su memoria pero, aun más, de su inteligencia vivaz capaz de vincular todos sus conocimientos interiorizados.  En sus memorias Todos los ríos van al mar, lo cita como el maestro que más influyó en él: "En cualquier caso, sé que no sería el hombre que soy, el judío que soy, si un vagabundo sorprendente, confuso y preocupante no me hubiera llamado un día para decirme que no entendía nada." 
En definitiva, Elie Wiesel evoca su memoria en dos colecciones de cuentos, La canción de los muertos (capítulo El judío errante) y Palabras de extraños (capítulo La muerte del judío errante), y en Silencios y memoria de los hombres. Pero admite ser más preciso y detallado en la serie de entrevistas con Salomon Malka que presentan el libro de investigación de este último, Monsieur Chouchani .

#### Emmanuel Lévinas
Antes de su encuentro con Chouchani, Emmanuel Lévinas ya había iniciado su carrera académica en filosofía. Durante la guerra, fue internado en un campo donde se reunían prisioneros judíos. Después de la guerra, en 1947, el ginecólogo Henri Nerson, un amigo cercano a quien dedicó su obra  en 1963, le presenta a Chouchani. En El más allá del verso, dice que fue este último el que despertó su profundo interés por el Talmud, mientras que a él sólo le interesaba la lectura de la Torá  y, más en general, quien supo devolverle la confianza en el conocimiento. tras el traumático episodio de la guerra y del Holocausto. 
Aunque Lévinas era sólo unos diez años menor que Chouchani, su relación se caracteriza por la admiración de un alumno hacia aquel que considera su maestro,  junto a quien "no sería nada". Por eso lo describe como "intransigente", "despiadado", "prestigioso" y "maravilloso". De hecho, Lévinas equipara a Chouchani con filósofos como Edmund Husserl o Martin Heidegger, especialmente por el rigor intelectual que despliega. Por eso afirma inspirarse en Chouchani en sus cursos talmúdicos.  Por lo tanto, Elie Wiesel afirma que sin Chouchani, Lévinas nunca se habría convertido en uno de los grandes filósofos del XX.

#### Otros estudiantes o discípulos
El mayor de los alumnos de Chouchani fue el doctor Henri Nerson (1902-1980), ginecólogo. Los dos se conocían desde antes de la guerra y eran amigos. Era su favorito, y era con quien se mostraba más indulgente cuando se equivocaba en una interpretación del Talmud, algo que Chouchani no toleraba bien entre sus demás discípulos. Fue el doctor Nerson quien presentó a Lévinas a Chouchani .
En 1931, Aharon Mordechai Zilberstrom (1923-2012), cuando sólo tenía ocho años, era alumno de Chouchani, en París. Estudiaron juntos durante un año y Chouchani vivió con los padres de Zilberstrom. Posteriormente se convirtió en rabino y educador afiliado al movimiento Lubavitch en Francia y luego en Israel. 
En 1940, Chouchani enseñó el Talmud, en el metro de París, a Philippe Feist (1890-1943), cinco años mayor que él, un ingeniero de origen alemán, miembro de la resistencia judía, deportado a Auschwitz, donde fue asesinado a su llegada. Se trata del padre de Judith Hemmendinger, quien cuidó de Elie Wiesel, a su llegada a Francia, junto con los demás niñ de Buchenwald. Wiesel se lo agradecerá toda su vida. 
Frédéric-Shimon Hammel (1907-2001), químico y resistente francés, habla de una relación amistosa con Chouchani. 
Después de la guerra, Chouchani enseñó Talmud al joven Simon Schwarzfuchs (nacido en 1927), quien posteriormente se convirtió en rabino e historiador.  Simon Schwarzfuchs puede considerarse más un estudiante que un discípulo.
Chouchani habría enseñado al futuro filósofo André Neher en Estrasburgo, y según lo habría confiado, hacia el final de su vida, al rabino Bezalel Maor, en Jerusalén. Durante su reunión inicial, Chouchani le ofrece a Neher la opción de enseñarle en una hora el primer folio del Daf Yomi Beitsa o resumirle el tratado. 
Léon Askénazi, conocido como Manitou (1922-1996), es un líder intelectual franco-israelí. Conoció a Chouchani después de 1947 y se convirtió en su alumno durante un año. Como educador, le abrió las puertas de la escuela de Orsay para que pudiera dar clases allí. 
Raymond Cicurel (1920-2008) fue posteriormente economista e intelectual. Lo conoció después de 1947 en la sinagoga de la rue de Montevideo en París. Se convierte en su alumno aunque Chouchani se negó a que le pagara por sus lecciones. 
Shalom Rosenberg (nacido en 1935) más tarde se convirtió en profesor de filosofía en la Universidad Hebrea de Jerusalén. Lo conoció en 1955 en Uruguay. Fue el último de sus discípulos, el que lo vio morir en 1968. Shalom Rosenberg dice sobre él: "El mundo está dividido entre quienes conocieron a Chouchani y quienes no lo conocieron" 
Quienes lo conocieron en Montevideo lo recuerdan como un astronauta que vivía al margen de la vida local en su mundo de libros. Dormía en todas partes de la ciudad, en la casa de alguien, en una sinagoga, en una peluquería de la calle Mercedes, en los escalones de algún edificio.  En los últimos días de su vida también tuvo un pequeño departamento en la calle Maldonado N.°1093, 2.° piso. A su muerte encontrarían allí montañas de bolsas que contenían más de 4000 libros. 

## Los cuadernos
Los cuadernos de Chouchani fueron donados a la Biblioteca Nacional de Israel por Shalom Rosenberg y mostrados al público por primera vez en octubre de 2021  Están disponibles en línea  en el sitio web de la Biblioteca Nacional de Israel.

#### Investigaciones sobre M.Chouchani
- Salomon Malka, Monsieur Chouchani : L’énigme d’un maître du XXe siècle, Paris, Jean-Claude Lattès, 16 mars 1994, 226 p. (ISBN 978-2-7096-1412-2).
- Sandrine Szwarc, Fascinant Chouchani, Hermann Édition Sciences et Arts, 2022.

#### Evocaciones en otras obras
- Jacques Attali, Dictionnaire amoureux du Judaïsme, Paris, Plon, coll. « Dictionnaire amoureux », 29 enero 2009, 544 p. (ISBN 2-259-20597-6). Ouvrage utilisé pour la rédaction de l'article
- Salomon Malka, Lévinas, la vie et la trace, Paris, Jean-Claude Lattès, coll. « Spiritualités vivantes », 2 noviembre 2005, 324 p. (ISBN 978-2-226-14910-7).
- François Poirié, Emmanuel Lévinas, Qui êtes-vous ?, Lyon, Éditions La Manufacture, 1987.

### Artículos de prensa
- Samuel Blumenfeld (août de 2016). «Monsieur Chouchani, maître à penser des intellectuels juifs». Le Monde (en francés). Consultado el 25 de diciembre de 2017.
- Christian Descamps (noviembre de 1980). «Emmanuel Lévinas : philosophe au pays du sacré». Le Monde: 15-16. .
- Yael Levine (septembre de 2015). «Mystère de Shoshani : la solution Yael Levine». musaf-shabbat.com (en hebreo). Consultado el 3 de enero de 2018. .
- Yael Levine (enero de 2018). «Ta'alumat Ha-Ga'on». makorrishon.co.il (en hebreo). Consultado el 28 de enero de 2018. .
- Sheleg, Yair (septembre de 2003). «Goodbye, Mr. Chouchani». Haaretz (en inglés). Consultado el 25 de diciembre de 2017.
- Menachem Ziegelboim (de diciembre de de 2015). «The mysterious Chacham Shushani». Beis Moshiach Magazine (en inglés) (1001). Consultado el 7 de enero de 2018. .

### Documentación adicional
- José Boublil. Raymond Cicurel : Monsieur Chouchani. José Boublil.
- Michael Grynszpan (2013). «Monsieur Chouchani». chouchani.com (en francés)..
- Michael Grynszpan, entrevista sobre Monsieur Chouchani
- chouchani.com. Film sur Monsieur Chouchani (en hebreo).
- chouchani.com. Manitou parle de Monsieur Chouchani (en francés). Manitou parle de Monsieur Chouchani.
- La source de vie. Benjamin Gross cite Monsieur Chouchani sur France 2. Benjamin Gross cite Monsieur Chouchani.
- Wygoda, Shmuel (2002). «Le maître et son disciple : Chouchani et Levinas». Cahiers d'études lévinassiennes (en francés) (1): 149-183. Archivado desde el original el 3 de marzo de 2016. Consultado el 23 de marzo de 2024.
- The Lost Ones: Monsieur Chouchani - Genie voller Rätsel - Die ganze Doku | ARTE (en alemán), consultado el 24 de marzo de 2024. The Lost Ones: Monsieur Chouchani - Genie voller Rätsel. Película de Mathilde Hirsch. Francia, 2020.